# Diamantes Negros (filme)
Diamantes Negros é um filme luso-espanhol dos géneros drama e desporto, realizado e escrito por Miguel Alcantud. Estreou-se em Espanha a 29 de novembro de 2013 e em Portugal a 12 de junho de 2014.

## Elenco
- Setigui Diallo como Amadou
- Hamidou Samaké como Moussa
- Carlo D’Ursi como Pablo
- Carlos Bardem como Ramón
- Guillermo Toledo como Alfonso
- Santiago Molero como Palacios
- Alassane Diakité como Ousmane
- Victor Gonçalves como Campos
- Raúl Tejón como Sebastián
- Jorge Araújo como Robert
- Ismaël N’Diaye como Seydou
- Habitatou Mallé como mãe de Amadou
- Wassa Touré como Kadiatu
- Moussa Coulibaly como Tidanne
- Antonio Barroso como ajudante do treinador
- Daniel Muriel como substituto

## Reconhecimentos
| Ano  | Prémios                               | Categorias                       | Destinatários e nomeados | Resultado | Referências |
| ---- | ------------------------------------- | -------------------------------- | ------------------------ | --------- | ----------- |
| 2013 | Festival do Cinema Espanhol de Málaga | Prémio do Público                | Diamantes Negros         | Venceu    | [ 3 ]       |
| 2014 | União de Atores e Atrizes             | Melhor ator secundário de cinema | Daniel Muriel            | Venceu    | [ 4 ]       |